# Подградже (Ніємці)
Подградже (хорв. Podgrađe) — населений пункт у Хорватії, у Вуковарсько-Сремській жупанії у складі громади Ніємці.

## Населення
Населення за даними перепису 2011 року становило 371 осіб.
Динаміка чисельності населення поселення:

## Клімат
Середня річна температура становить 11,18 °C, середня максимальна – 25,59 °C, а середня мінімальна – -5,81 °C. Середня річна кількість опадів – 690 мм.
| Клімат поселення                              | Клімат поселення | Клімат поселення | Клімат поселення | Клімат поселення | Клімат поселення | Клімат поселення | Клімат поселення | Клімат поселення | Клімат поселення | Клімат поселення | Клімат поселення | Клімат поселення | Клімат поселення |
| Показник                                      | Січ.             | Лют.             | Бер.             | Квіт.            | Трав.            | Черв.            | Лип.             | Серп.            | Вер.             | Жовт.            | Лист.            | Груд.            |                  |
| Середній максимум, °C                         | 6,19             | 8,16             | 12,71            | 17,34            | 22,53            | 25,59            | 25,39            | 24,91            | 20,85            | 15,47            | 9,60             | 5,73             |                  |
| Середня температура, °C                       | 0,19             | 2,17             | 6,70             | 11,40            | 16,52            | 19,59            | 21,30            | 20,85            | 16,78            | 11,40            | 5,59             | 1,65             |                  |
| Середній мінімум, °C                          | −5,81            | −3,82            | 0,68             | 5,38             | 10,55            | 13,58            | 17,26            | 16,79            | 12,72            | 7,32             | 1,51             | −2,41            |                  |
| Норма опадів, мм                              | 44               | 40               | 42               | 55               | 62               | 89               | 71               | 63               | 52               | 55               | 63               | 54               |                  |
| Середньомісячна швидкість вітру, м/с          | 2.00             | 2.30             | 2.68             | 2.52             | 2.30             | 2.10             | 2.10             | 1.90             | 1.80             | 2.00             | 2.09             | 2.09             |                  |
| Середньомісячна сонячна радіація, кДж/м²·день | 4424             | 7143             | 11221            | 15629            | 19457            | 21640            | 22402            | 20535            | 15120            | 9626             | 4997             | 3681             |                  |
| --------------------------------------------- | ---------------- | ---------------- | ---------------- | ---------------- | ---------------- | ---------------- | ---------------- | ---------------- | ---------------- | ---------------- | ---------------- | ---------------- | ---------------- |
| Джерело:                                      |                  |                  |                  |                  |                  |                  |                  |                  |                  |                  |                  |                  |                  |